# المقايط (عبس)

تعديل مصدري - تعديل

المقايط هي إحدى قرى عزلة البتارية بمديرية عبس التابعة لمحافظة حجة، بلغ تعداد سكانها 172 نسمة حسب تعداد اليمن لعام 2004.